# Origen inorgánico del petróleo
La hipótesis del origen inorgánico del petróleo sostiene que el petróleo natural se forma a partir del metano en las condiciones termodinámicas del manto superior. 
Las primeras hipótesis abiogenéticas fueron propuestas en el siglo XIX por el químico ruso Dimitri Mendeleiev y el químico francés Marcellin Berthelot. La hipótesis sobre el origen orgánico del petróleo fue propuesta inicialmente por el erudito ruso Mijaíl Lomonósov. La hipótesis abiótica perdió terreno ante las evidencias del origen biológico del petróleo, como por ejemplo, biomarcadores isotópicos. A mitad del siglo XX, resurgieron por la labor de varios científicos soviéticos y occidentales, entre ellos el físico Thomas Gold de la Universidad Cornell.
Si bien no se considera que sea imposible la formación de petróleo a partir de ese origen, las evidencias demuestran que la práctica totalidad del petróleo extraído o que está al alcance de los medios de perforación actuales es de origen biológico.   
La ubicuidad de los hidrocarburos en el sistema solar se toma como evidencia de que puede que haya mucho más petróleo en la Tierra de lo que se piensa y ese petróleo puede tener origen en la emigración de los fluidos carboníferos hacia regiones superiores del manto.  
En Occidente cobró relevancia por la publicación en 1999 de La profunda biosfera caliente de Thomas Gold, a quien se acusa de haber copiado parte de la teoría ruso-ucraniana, muy desconocida fuera de las zonas rusohablantes, sin citarla. 
La versión de Gold de la hipótesis incorpora la existencia de una biosfera compuesta de bacterias termófilas en la corteza terrestre, lo que podría explicar la existencia de ciertos biomarcadores en el petróleo extraído. 
Aunque la teoría abiogenética del petróleo es aceptada por ciertos geólogos, principalmente rusos, la gran mayoría de los geólogos petroleros consideran la teoría biogénica de la formación del petróleo como científicamente probada. 
Aunque exista evidencia de la creación no orgánica del metano y gases hidrocarburos simples en la Tierra (aunque no se ha dado ninguna posible explicación para la formación de hidrocarburos complejos, constituyentes del petróleo, de forma inorgánica), se dice que porque no son producidos en cantidades comercialmente significativas, esencialmente todos los hidrocarburos que son extraídos para su uso como combustible o materia prima son de origen orgánico. 
Se dice también que porque no hay evidencia directa que permita fechar el petróleo inorgánico crudo líquido y los compuestos hidrocarburos de cadenas largas formados inorgánicamente al interior de la corteza, no se da una predicción esencial para corroborar la teoría abiogenética.
El origen inorgánico del petróleo (hidrocarburos combustibles líquidos) ha sido revisado en detalle por Glasby, quien levanta varias objeciones a la teoría con base a la evidencia actual; si bien aclara que en el momento de su formulación (mediados del siglo XX) las críticas a la teoría del origen orgánico eran competentes por la falta de evidencia concluyente.
Uno de los obstáculos principales en el desarrollo de la teoría abisal y abiótica del origen del petróleo ha sido la carencia de resultados experimentales reproducibles y fiables que confirmen la posibilidad de la síntesis espontánea de sistemas HCs complejos bajo las condiciones del manto superior de la Tierra. Es decir, no es admisible científicamente.

## Historia de la teoría biogenética
La hipótesis abiogenética del petróleo fue fundada sobre varias interpretaciones viejas de la geología que provienen de los conocimientos tempranos del siglo XIX sobre el magmatismo (que en un tiempo fue atribuido a fuegos de azufre y betún que ardían debajo del suelo) y de petróleo, que se pensaba que abastecía de combustible para los volcanes. De hecho, la apreciación Werneriana vio combustibles solidificados o bitumen en basaltos. Mientras esas ideas han sido desechadas, la noción básica del magmatismo asociado con el petróleo ha persistido. Los principales defensores de lo que vendría a ser la teoría inorgánica del petróleo fueron Mendeleiev y Berthelot.
El geólogo ruso Nikolai Alexandrovich Kudryavtsev fue el primero en proponer la moderna teoría abiogenética del petróleo en 1951. Analizó la geología de las Arenas de alquitrán de Athabasca en Alberta, Canadá y concluyó que ninguna fuente rocosa podría formar el enorme volumen de hidrocarburos (estimados hoy en día en 1.7 trillones de barriles), y que por otro lado la explicación más plausible es que se trata de petróleo profundo inorgánico. Sin embargo Michael Stanton ha propuesto yacimientos húmicos como posibles fuentes de esas arenas. 
Aunque esta teoría es defendida por geólogos de Rusia y Ucrania, ha comenzado a recibir atención en occidente, donde la teoría biogénica ha sido aceptada por la vasta mayoría de los geólogos petroleros. El trabajo de Kudryavtsev ha sido continuado por muchos investigadores rusos: Pyotr Nikolaevich Kropotkin, Vladimir Porfiriev, Emmanuil B. Chekaliuk, Vladilen A. Krayushkin, Georgi I. Voitov, Georgi E. Boyko, Grygori N. Dolenko, Iona V. Greenberg, Nikolai S. Beskrovny, Victor Linetsky y muchos más.
El astrofísico Thomas Gold fue uno de los proponentes de la teoría más prominente de los años recientes en occidente, hasta su muerte en el 2004. El Doctor Jack Kenney de "Gas Resources Corporation" es quizás el principal defensor de la teoría en el este, donde la teoría recibe atención continua en los medios relacionados con la industria de los combustibles.

## Fundamentos de la hipótesis
En el interior del manto, el carbono puede existir como moléculas de hidrocarburo, principalmente metano y carbono en estado elemental, dióxido de carbono y carbonatos. La hipótesis abiótica sugiere que una gran cantidad de hidrocarburos hallados en el petróleo pueden ser generados por procesos abiogénicos. Estos hidrocarburos pueden emigrar fuera del manto hacia la corteza terrestre hasta escapar a la superficie o permanecer atrapados por estratos impermeables, formando yacimientos de petróleo.
Las teorías abiogénicas rechazan la suposición de que ciertas moléculas encontradas dentro del petróleo, conocidas como biomarcadores, son indicativas del origen biológico del petróleo. En cambio, argumentan que algunas de estas moléculas pueden provenir de microbios que el petróleo encuentra en su emigración hacia la superficie a través de la corteza, que otras se encuentran en meteoritos (que presumiblemente nunca han tenido contacto con materia viviente) y que otras pueden ser engendradas por reacciones posibles en el petróleo inorgánico. Los marcadores biológicos presentes en el petróleo como hopanóides son partes de las paredes celulares de las bacterias. Estas bacterias se alimentan de los hidrocarburos y, después de su ciclo de vida en este contexto, muere dejando sus impresiones en el petróleo.
La hipótesis está fundamentada por:
| Proponentes       | Elemento |
| ----------------- | --- |
| Gold              | La ubicación del metano en todo el sistema solar |
| Gold              | La presencia de hidrocarburos en cuerpos extraterrestres incluyendo meteoritos, lunas y cometas |
| Gold, Kenney      | Mecanismos plausibles de síntesis química de hidrocarburos al interior de la corteza terrestre |
| Kudryavtsev, Gold | Áreas ricas de hidrocarburos tienden a ser hidrocarburos de muchos distintos niveles (Regla de Kudryavtsev) |
| Kudryavtsev, Gold | Depósitos de petróleo y metano se encuentran en enormes patrones relacionados con formas profundas y a gran escala de la corteza en lugar del modelo de depósitos sedimentarios                                                    |
| Gold              | Interpretaciones de la química y composición isotópica del petróleo natural |
| Kudryavtsev, Gold | La presencia de combustible y metano en rocas no sedimentarias sobre la tierra |
| Gold              | La existencia de depósitos de Hidrato de metano |
| Gold              | Ambigüedad percibida en algunas suposiciones y evidencias clave usadas en la ortodoxa teoría biogénetica del petróleo |
| Gold              | Yacimientos bituminosos cuya creación está basada sobre profundos pozos de carbón |
| Kudryavtsev       | Incapacidad de crear petróleo a partir de material orgánico en el tiempo en que las teorías fueron creadas |
| Gold              | El monto estable de los niveles de carbono y oxígeno en las escalas de tiempos geológicos |
| Kudryavtsev, Gold | Las teorías biogenéticas no explican las características de algunos depósitos de hidrocarburos |
| Szatmari          | La distribución de metales en los yacimientos de petróleo crudo empata mejor en el manto superficial, manto primitivo y patrones condríticos que en la corteza oceánica y continental y no muestran correlación con el agua marina |
| Gold              | La asociación de hidrocarburos con helio, el cual no se usa en biología |
| Gold              | Generación de hidrocarburos por microbios en las profundidades |